# Kirschbaumborkenkäfer

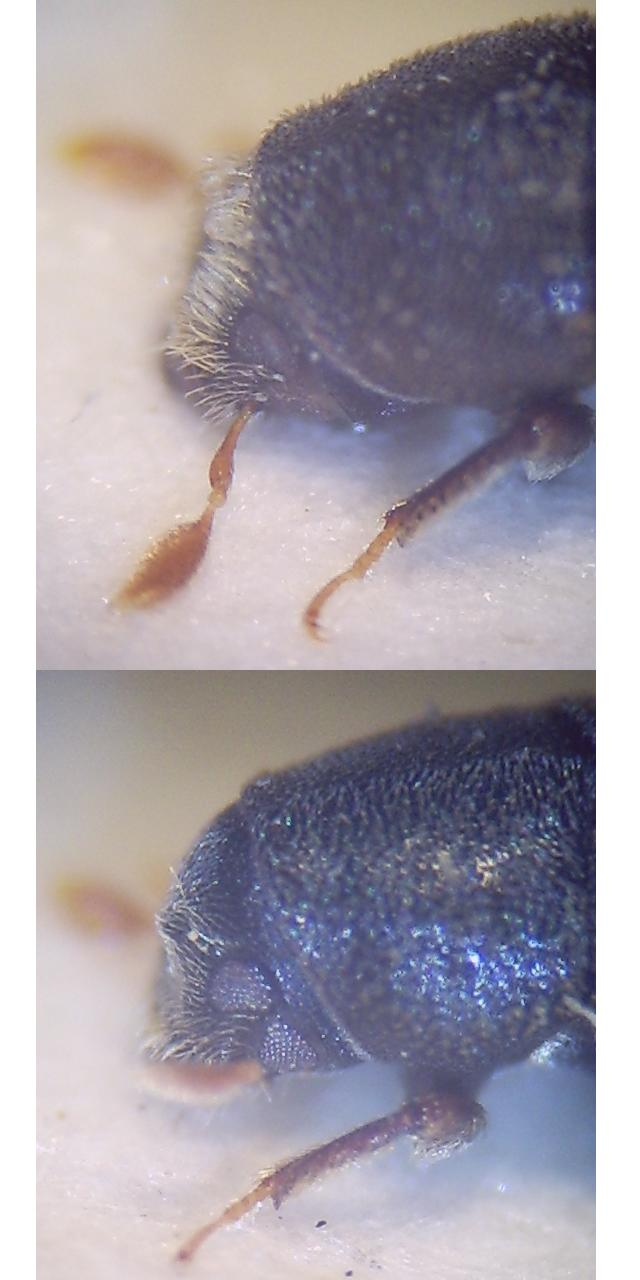
Stirn des Weibchens (oben) und Männchens (unten). Deutlich ist auch das geteilte Auge sichtbar.

Der Kirschbaumborkenkäfer (Polygraphus grandiclava) ist ein Rüsselkäfer aus der Unterfamilie der Borkenkäfer (Scolytinae). Da er seine Brutsysteme in der Rinde der Wirtsbäume anlegt, wird er den Rindenbrütern zugerechnet.

## Merkmale
Die Käfer werden 2,5 bis drei Millimeter lang und haben einen schwarzbraunen Körper. Der Kopf ist von oben sichtbar, der Halsschild ist vorne eingeschnürt und am Vorderrand nicht breit eingebuchtet. Es ist punktiert, matt und mit einer kielförmigen Mittellinie versehen. Der Basalrand der Flügeldecken trägt einen niedrigen Zähnchenkamm, ist leicht aufgebogen und in der Mitte durch das Schildchen kaum unterbrochen. Auf den Zwischenräumen der Punktreihen sitzen keine Körnchenreihen. Der Körper ist mit dichtstehenden, kurzen und hellen Schuppen bedeckt. Die Vorderschienen sind außen gezähnt. Das erste und das fünfte Sternit ist gleich lang und größer als das zweite bis vierte. Die abgeplattete, große und eiförmige, am Ende stumpf abgerundete Fühlerkeule weist keine Nähte auf, die Fühlergeißel ist sechsgliedrig. Die Augen sind zweigeteilt. Das dritte Fußglied ist zylindrisch geformt. Fühler und Tarsen sind gelblich gefärbt, die Beine dagegen braun bis schwarz.
Das Männchen hat auf der gewölbten, kurz behaarten Stirn zwei Höckerchen, das Weibchen dagegen trägt einen feinen, kurzen Haarkranz auf der eher flachen Stirn (Sexualdimorphismus).

## Verbreitung
Die Art ist in Mittel-, Nord- und Westeuropa sowie in Polen und bis in das südliche europäische Russland verbreitet.

## Lebensweise
Polygraphus grandiclava kommt an und Kirschbäumen (Cerasus) und Zirbelkiefer (Pinus cembra), seltener an  Gemeiner Fichte (Picea abies) und Kiefern (Pinus) vor. Dass Laub- und Nadelbäume besiedelt werden, ist für Borkenkäfer ungewöhnlich und stellt eine Besonderheit dar. Es wurden bisher keine genetischen Unterschiede zwischen Individuen gefunden, die aus Kirschbäumen beziehungsweise aus Zirbelkiefern heraus gefangen wurden. Die Tiere besiedeln die Rinde der Bäume und leben polygam. Die Gänge des Brutbildes befinden sich in der Rinde und greifen auch in den Splint der Bäume ein. Auf der Innenseite der Rinde sind die annähernd waagerechten Larvengänge und die senkrechten Muttergänge zu erkennen. Es wird eine Generation im Jahr ausgebildet.

### Schadwirkung
Der Käfer kann in Streuobstplantagen besonders bei alten Kirschbäumen zum Absterben der Bäume bzw. Teilen der Krone beitragen. Jedoch ist damit nur äußerst selten ein echter wirtschaftlicher Schaden verbunden, so dass eine Bekämpfung nicht nötig ist.
Durch Spechtarbeit fallen oft Rindenstücke ab, an denen das Fraßbild deutlich zu Tage tritt. Ansonsten weisen die Ausbohrlöcher mit einem Durchmesser um 1,5 Millimeter auf einen Befall hin.

## Systematik

### Synonyme
Aus der Literatur sind für Polygraphus grandiclava folgende Synonyme bekannt:
- Polygraphus grandiclava Thomson, 1886
- Pseudopolygraphus cembrae Seitner, 1911